# Потички Алгоритмічні
Потички Алгоритмічні (пол. Potyczki Algorytmiczne «алгоритмічні сутички», англ. Algorithmic Engagements) — відкритий конкурс з алгоритмічного програмування, що проводиться фірмою Advanced Digital Broadcast Polska і факультетом математики, інформатики та механіки Варшавського університету.
Конкурс складається з:
- пробного туру (його результати не враховуються для визначення місць),
- Інтернет-турів (як правило, шести),
- фіналу, що проводиться в офісі фірми ADB Polska в місті Зелена Гура (пол. Zielona Góra); на фінал вибираються 20 учасників, що показали найкращі результати за підсумками Інтернет-турів.

Учасники фіналу отримують подарунки, переможці фіналу — цінні подарунки. Крім того, 256 найкращих учасників отримують (поштою) фірмові футболки з логотипом конкурсу. Певна кількість футболок (як правило, 10 штук) розігрується наприкінці кожного з Інтернет-турів серед усіх учасників, що набрали в турі хоча б один бал.
У конкурсі офіційно можуть брати участь жителі Польщі та жителі України. Тобто, Інтернет-тури можуть писати жителі будь-яких країн, але лише поляки та українці можуть претендувати на участь у фіналі й на отримання футболок поштою. Щоправда, якщо серед 20 найкращих результатів (за підсумками Інтернет-турів), буде більше трьох учасників з України, оргкомітет конкурсу оплачує поїздку лише трьом із них[джерело?].
Завдання й решта матеріалів конкурсу пропонуються польською та англійською мовами, причому жителі Польщі мають користуватися польською версією, жителі України — англійською.